# Amy Pejkovic
Amy Pejkovic (ur. 1 lutego 1993) – australijska lekkoatletka specjalizująca się w skoku wzwyż.

## Osiągnięcia
- srebrny medal mistrzostw świata juniorów młodszych (Bressanone 2009)
- złoty medal mistrzostw Oceanii juniorów młodszych (Sydney 2010)
- 8. miejsce podczas mistrzostw świata juniorów (Moncton 2010)

## Rekordy życiowe
- skok wzwyż – 1,87 (2014)